# Refleks (lys)
 For alternative betydninger, se refleks (flertydig). (Se også artikler, som begynder med refleks)
En refleks er et fænomen, hvor lys genspejles eller afbøjes i en genstand, eller det er betegnelsen for en genstand, hvis formål er at tilbagekaste lyset.
En refleksion kan forekomme ved, at lys skinner på en blank overflade såsom stillestående vand, glas, lak eller andet. Alternativt kan et trekantet prisme reflektere ved, at lyset falder ind gennem en flade og tilbagekastes indvendigt i prismets tre skråtstående flader hvorefter det igen forlader prismet gennem indgangsfladen. Denne teknik bruges normalt til afmærkningsreflekser, fordi lyset tilbagekastes i samme retning, som det kom fra uanset vinkel. Det kaldes også en retrorefleks (eller retrofleks). Også paraboler kan reflektere lys, men her vil lyset samles i eller spredes fra et brændpunkt. Denne teknik bruges blandt andet i lygter.

## Reflekser på trafikanter
Brug af reflekser på tøjet, når man bevæger sig udendørs efter solnedgang, er ikke påbudt ved lov i Danmark. Det tilrådes imidlertid, dersom det ifølge Rådet For Sikker Trafik kan reducere risikoen for færdselsuheld 85%. Trygfonden råder i øvrigt til at man sammen med reflekser også bærer pangfarvet tøj, da stærke farver alene kan formindske risikoen for uheld i trafikken med op til 48%.

## Godkendte reflekser til tøj
Lysrefleksionen varierer i forhold til det formål reflekser er produceret. Færdselsstyrelsen anbefaler en minimumssynlighed til privatpersoner på 140 meter og nævner følgende godkendelsesbetegnelser udover CE-mærkning, som bør være gennemgående:
- EN 13356: Beskyttelsesbeklædning – synligt tilbehør til ikke-arbejdsmæssig brug (personreflekser).
- EN 1150: Beskyttelsesbeklædning – synlig beklædning til ikke-arbejdsmæssig brug. Ses ofte som trafikvest, løbejakke eller tilsvarende beklædning med udbredt brug af reflekser/fluorescerende materiale.